# Love Song (Oh Jene)
Love Song (Oh Jene) (с англ. — «Песня О Любви (О Джин)») — второй сингл хард-рок-группы AC/DC в общем и первый с альбома High Voltage, вышедший 3 марта 1975 года на лейбле Albert Productions.

## О сингле

### Сторона А
Это один из немногих случаев, когда Сторона Б была популярней Стороны А.

### Сторона Б
«Baby, Please Don’t Go» была особенностью живых шоу AC/DC с самого их начала. Хотя они выразили свой интерес и вдохновение в ранних блюзовых песнях, музыкальный писатель Мик Уолл идентифицирует их адаптацию песни как вероятный источник. В ноябре 1974 года Малколм Янг, Ангус Янг и Бон Скотт записали его для своего дебютного австралийского альбома 1975 года High Voltage. Тони Курренти иногда идентифицируется как барабанщик этой песни, хотя он предполагает, что она уже была записана Питером Клэком. Уолл отмечает, что продюсер Джордж Янг играл на басу большую часть альбома, хотя Роб Бейли утверждает, что многие треки альбома были записаны вместе с ним.
Критик Эдуардо Ривадавия из AllMusic назвал песню «положительно взрывной». Albert Productions выпустил его как Сторону Б сингла. Однако Сторона А была в значительной степени проигнорирована, и «Baby, Please Don’t Go» начала получать эфир. Сингл вошел в чарты в конце марта 1975 года и достиг пика на 10-м месте в апреле. Также 23 марта 1975 года, через месяц после того, как барабанщик Фил Радд и басист Марк Эванс присоединились к AC/DC, группа впервые исполнила эту песню (это выступление также будет повторено 6 апреля и 27 апреля, поэтому часто встречаются противоречивые даты для этого выступления) в австралийской музыкальной программе Countdown. Для их появления «Ангус носил свою фирменную школьную форму, в то время как Скотт вышел на сцену в парике из светлых Кос, платье, гриме и серьгах», по словам автора Хизер Миллер. Джо Бономо описывает Скотта как «сумасшедшую Пеппи в Длинных чулках», а Перкинс отмечает его «татуировки и тревожно короткую юбку». Эванс описывает реакцию:

Как только начинается его вокал, он выходит из-за барабанов, одетый как школьница. И это было похоже на взрыв бомбы в заведении; это было столпотворение, все разразились смехом. У Скотта было замечательное чувство юмора.
Скотт, во время гитарного соло/вокальной импровизации секции, зажигает сигарету, как он борется с Ангусом с зеленым молотком. Радд смеется на протяжении всего представления. Хотя «Baby, Please Don’t Go» была популярной частью выступлений AC/DC (часто в качестве заключительного номера), песня не была выпущена на международном уровне до их компиляции 1984 года EP ’74 Jailbreak. Видео с шоу обратного отсчета включено в DVD-сборник Family Jewels 2005 года.

## Список композиций
| №  | Название              | Длительность |
| -- | --------------------- | ------------ |
| 1. | «Love Song (Oh Jene)» | 4:15         |

| №  | Название               | Длительность |
| -- | ---------------------- | ------------ |
| 1. | «Baby Please Don't Go» | 4:47         |

## Участники записи
- Малколм Янг — ритм-гитара, бэк-вокал
- Ангус Янг — соло-гитара
- Бон Скотт — вокал
- Марк Эванс — бас-гитара, бэк-вокал
- Фил Радд — ударные